# 朝海浩一郎
朝海浩一郎（日语：／；1906年3月15日—1995年9月9日）是日本的外交官，曾任連絡調整中央事務局長官、日本驻美国大使。駐美大使任內為岸信介内閣簽訂了美日安保條約。1963年退任後至1982年擔任外務省顧問。1976年獲頒勲一等瑞寶章。